# とってもワクドキ!
『とってもワクドキ!』は、2008年4月7日から2019年3月29日まで三重テレビ放送で放送されていた夕方の情報番組。『ワクドキ!元気』から続いた「ワクドキ!」シリーズ第二弾。

## 概要
前番組「ワクドキ!元気」に続き、「元気にする」がキーワードの番組。
ワクドキ!元気から引き続き、番組スポンサーではないがコカコーラの非売品オリジナルグッズが「月間プレゼント、週間プレゼント」として抽選でプレゼントされていた。

## 放送時間
- 月曜 - 木曜：18:00 - 18:55
- 金曜：18:00 - 19:15

※なお、「三重テレビナイター」が放送される日は休止（ナイターが中止の場合も休止で、別番組が放送された）。

## 終了時の出演者

### 司会
- 月曜 - 水曜：稲葉寿美（フリーアナウンサー、元東海テレビ）
- 木曜：林家菊丸（落語家）※ 2016年3月までは隔週金曜レギュラー[1]、北村実穂（当時三重テレビアナウンサー）※ 2015年3月までは金曜リポーター、2016年3月までは月曜リポーター
- 金曜：若林希（当時三重テレビアナウンサー、2015年4月から隔週金曜レギュラー）※ 2015年3月までは月曜日レギュラー

### レギュラー
- 月曜：奥田裕久
- 火曜：松田次生（フォーミュラ・ニッポンドライバー）または加藤公
- 水曜：奥田裕久、川口まゆ（当時三重テレビアナウンサー)
- 木曜：夏目樹里（AZURE）、浜谷英博（三重中京大学名誉教授）
- 金曜：真有、まる子、 川又俊則（鈴鹿大学副学長、こども教育学部学部長）

### 月一レギュラー
- 今原孝（中日新聞三重総局長・毎月最終日）

### リポーター
- 大谷深一（元共同通信社津支局長）「「ヒゲピカが行く!!」（第4金曜日）
- 中津友里 「行って、見よう！博物館」（火曜日）「感動！極上の美味し一品」（金曜日）
- 北村光弘（料理研究家）「みえごはん」（木曜日）
- 太田英里「みえごはん」（木曜日） (2015年1月 - ）
- 桂三輝（落語家）「三輝の勉強させて頂きます！」（木曜日）
- 新田桂子「アンテな！」
- 一色克美（当時三重テレビアナウンサー）（金曜日中継担当　2015年4月 - ）
- まる子「まる子の徹底リサーチ」

### 岡三ウエザーニュース
- 月・木・金曜：竹内美波（2018年4月2日 - ）※ 2016年4月6日から2017年3月30日までは水・木曜担当、2017年4月3日から2018年3月29日までは月・木曜担当
- 火曜：長瀬葉香（2018年4月3日 - ）※ 2015年4月1日から12月23日までは水曜のみ担当・2016年1月5日から3月30日までは火・水曜担当、2016年4月5日から2018年3月30日までは火・金曜担当
- 水曜：足立奈美（2017年4月5日 - )

## 過去の出演者
- 林景子
- 中西麻起
- 伊藤伸子（フリーアナウンサー、元三重テレビアナウンサー）
- 田村真喜子
- 山浦ひさし
- 斉藤安隆
- 水野えり
- 大山百合子
- 小林輝里花
- 栗山朋子（元三重テレビアナウンサー）
- 日吉絵理
- 岩田ちとせ
- 大西敬子
- 山崎愛
- 太田智子（木曜日「みえごはん」担当）※ 2014年12月まで
- 竹下愛実（気象予報士）（岡三ウエザーニュース、現・NHK仙台放送局）※ 2013年10月から2015年3月27日まで
- 中久木大力（三重テレビアナウンサー）※ 2015年3月まで
- 加藤夕沙（岡三ウエザーニュース）※ 2013年10月から2015年3月24日までは火曜担当、2015年4月2日から2015年12月24日までは木曜担当
- 山口未翼（元三重テレビアナウンサー、木曜司会）※ 2008年4月から2016年3月31日まで
- 若竹明日香（岡三ウエザーニュース、木・金曜担当）※ 2013年10月から2015年3月23日までは月曜担当、2015年3月31日から同年12月25までは火・金曜担当
- 遠藤友理奈（岡三ウエザーニュース、月曜担当）※ 2015年3月30日から2017年3月27日まで
- 道端史帆

## 終了時の主なコーナー

### 曜日共通
- 芸能情報（当日朝放送の「モーニングCROSS」（TOKYO MX発）と同内容）
- 早耳ニュース
- 早耳スポーツ

※ いずれも曜日不定

### 曜日別

#### 月曜日
- とってもカフェ
- ミエバン

#### 火曜日
- Mスポ
- セカンドライフ
- 元気Birthday - 三重テレビのマスコットキャラクターのエムっとくん・ビっとちゃんが抽選で当たった視聴者（ほとんどが幼稚園児・保育園児から小学校1・2年生）のところへ出かけ、誕生日を祝う企画。
- ふるさとリレー - 三重テレビと県内のケーブルテレビが持ち回りで話題を取材する。

#### 水曜日
- エコみえ!倶楽部
- すくすくパレット
- ワンニャンえにっき

#### 木曜日
- ホットポイント
- ニューエイジグラフィティ
- 教えて浜谷先生

#### 金曜日
- 挑戦!キッチン王国
- わがまち中継
- 日本まんなか直送便 - 三重テレビ・びわ湖放送・ぎふチャン・福井放送で週代わりにその地域の観光地や特産物などを紹介するコーナー。紹介した物や観光地のチケットは視聴者に抽選でプレゼントしている。なお三重テレビ担当は、大西敬子。
- ベル!ナビLive - 鈴鹿市にあるイオンモール鈴鹿ベルシティより、ベルシティ内のお店情報などを生中継で紹介する。基本的に毎月第4週。担当は岩田ちとせ。